# Jerzy Brinken
Jerzy Brinken (ur. 19 czerwca 1908 w Kielcach, zm. 29 października 1991 w Szczecinie) – polski geograf, nauczyciel, współorganizator pierwszych polskich placówek oświatowych w powojennym Szczecinie, kronikarz miasta i popularyzator geografii i geologii.

## Życiorys
W roku 1936 ukończył studia na Wydziale Matematyczno-Przyrodniczym Uniwersytetu Warszawskiego, po czym pracował jako nauczyciel w prywatnym gimnazjum w Warszawie. W czasie okupacji niemieckiej uczestniczył w tajnych kompletach ucząc studentów, za co po wojnie otrzymał Odznakę Tajnego Nauczania. Na tzw. Ziemiach Odzyskanych znalazł się w połowie roku 1945. We wspomnieniach z tego czasu napisał m.in.:

Po trzydniowej podróży znalazłem się wreszcie w Dąbiu Szczecińskim, gdzie pociąg stał dość długo. Miałem więc sporo czasu na rozejrzenie się po okolicy. Wszędzie było widać ślady wojny: wypalone domki, nie kończące się zasieki, rozbite działa, porzucone czołgi, a na torach wykolejone wagony – wszędzie nieład i zniszczenie

W tym okresie historii Szczecina nie były jeszcze podjęte ostateczne decyzje w sprawie położenia granicy między Polską i radziecką strefą okupacyjną w Niemczech (zob. konferencja poczdamska i tło historyczne powstawania polskich szkół). Na początku lipca w zrujnowanym mieście mieszkało ok. 84 tys. Niemców i ok. 1,5 tys. Polaków, osiedleńców z różnych części Polski Centralnej i z Kresów Wschodnich. We wspomnieniach Jerzego Brinkena znalazł się m.in. zapis dotyczący uroczystości, którą administracja polska zorganizowała 15 lipca z okazji 535. rocznicy bitwy pod Grunwaldem; zaproszenie na jeden z największych placów wydrukowano w drugim numerze polskiej gazety – „Wiadomości Szczecińskich” (15 lipca 1945). W czasie jubileuszu doszło do ważnego wydarzenia. Usunięto niemieckie tabliczki z dotychczasową nazwą placu. Zastąpiły je przygotowane na niewielkich kawałkach drewna napisy wykonane odręcznie smołą – „Plac Grunwaldzki”, które następnie przymocowano w odpowiednio widocznych miejscach. Jerzy Brinken tak zapamiętał swój spacer, na który wybrał się z siostrą po kilku dniach: 

Siostra wyjaśniła mi, że ubiegłej niedzieli odbyła się na tym placu patriotyczna manifestacja ludności polskiej, poświęcona rocznicy zwycięstwa pod Grunwaldem. Ludzie pomni niedawnych przeżyć płakali ze wzruszenia, były krótkie, ale piękne, proste i serdecznie przemówienia […]. Odśpiewano Rotę i Hymn Narodowy. Nieliczna jeszcze ludność zamanifestowała w ten sposób polskość Szczecina […] Wzruszająco wyglądał ten polski napis wśród powodzi nieusuniętych jeszcze tabliczek niemieckich…

W tych warunkach przystąpił do organizacji pierwszej w Szczecinie polskiej biblioteki – „Ośrodka Kultury” – w której początkowo wypożyczał własne książki, ocalone z warszawskiego księgozbioru. Zorganizował też badania geograficzne i geologiczne w okolicach miasta. Doprowadził do utworzenia Szczecińskiego Oddziału Polskiego Towarzystwa Geograficznego (był jego prezesem w latach 1947–1957). W roku 1947 zorganizował w Szczecinie krajowy zjazd naukowy, w którym brało udział 700 osób, a w roku 1948 – wielką wystawę geologiczną w pierwszym gimnazjum i liceum ogólnokształcącym, utworzonym w roku 1945 przez Janinę Szczerską.
W I LO Janiny Szczerskiej i innych szczecińskich szkołach był do emerytury nauczycielem geografii. Równocześnie prowadził Okręgowy Ośrodek Dydaktyczno-Naukowy Geografii i Geologii. Działał społecznie w Związku Nauczycielstwa Polskiego i Polskim Towarzystwie Geograficznym, m.in. był współorganizatorem Ogólnopolskiego Zjazdu PTG, który odbył się w Toruniu w roku 1947.
Zmarł w Szczecinie w roku 1991. Został pochowany na szczecińskim cmentarzu Centralnym (kwatera 47).

## Publikacje (wybór)
Jerzy Brinken jest autorem ok. 30. publikacji – naukowych i popularnonaukowych – dotyczących geografii, geomorfologii, metodyki nauczania i powojennej historii Szczecina, m.in.:
- Okolice Szczecina (1947)[9]
- Słownik geografii turystycznej Polski, tom 1 (1956)[10]
- Obserwacje i ćwiczenia z geografii matematycznej (1957)[11]
- Słownik geografii turystycznej Polski, tom 2 (1959)[12]
- Wspomnienia szczecińskiego pedagoga i geografa (1974)[13]
- Pionierskie lata szczecińskiej oświaty 1945–1948 (1975)[1]

## Odznaczenia i wyróżnienia[2]
- Krzyż Kawalerski Orderu Odrodzenia Polski
- Srebrny Krzyż Zasługi
- Medal Komisji Edukacji Narodowej
- Odznaka Tajnego Nauczania
- Złota Odznaka Honorowa Gryfa Pomorskiego
- Złota Odznaka ZNP
- Wpis do Księgi Zasłużonych Pomorza Zachodniego

## Upamiętnienie
W czerwcu 2008 r., w setną rocznicę urodzin Jerzego Brinkena, na ścianie kamienicy przy ul. Kaszubskiej 20, w której mieszkał i prowadził „Ośrodek Kultury”, odsłonięto tablicę pamiątkową, ufundowaną przez Radę Osiedla Centrum. Umieszczono na niej napis:

W tym domu mieszkał od 1945 r. Jerzy Brinken (1908–1991)
Nauczyciel – geograf, Pionier Szczecina, Twórca „Ośrodka Kultury”, pierwszej polskiej biblioteki. Założyciel w 1947 r. Szczecińskiego Oddziału PTG

W 100. rocznicę urodzin i 90.lecie Polskiego Towarzystwa Geograficznego
Rada Osiedla Centrum Szczecin 2008 r.

Poniżej tekstu zamieszczono odznakę Polskiego Towarzystwa Geograficznego. Odsłonięcia tablicy dokonała córka Jerzego Brinkena – Barbara Karpińska.
W tym samym roku w holu głównym Książnicy Pomorskiej im. Stanisława Staszica zorganizowano wystawę pt.

Jerzy Brinken (1908–1991) – szczeciński nauczyciel, geograf – w stulecie urodzin